# Ivisa Island
Ivisa Island är en ö i Kanada.   Den ligger i territoriet Nunavut, i den östra delen av landet, 2 300 km norr om huvudstaden Ottawa. Arean är 5,8 kvadratkilometer.
Terrängen på Ivisa Island är platt. Öns högsta punkt är 111 meter över havet. Den sträcker sig 3,8 kilometer i nord-sydlig riktning, och 4,1 kilometer i öst-västlig riktning.